# (16742) Zink
Pour les articles homonymes, voir Zink.
(16742) Zink est un astéroïde de la ceinture principale.

## Description
(16742) Zink est un astéroïde de la ceinture principale. Il fut découvert le 21 juillet 1996 à l'Observatoire Kleť par Jana Tichá et Miloš Tichý. Il présente une orbite caractérisée par un demi-grand axe de 2,39 UA, une excentricité de 0,25 et une inclinaison de 3,8° par rapport à l'écliptique.

## Compléments